# روبرت فلايشمان
روبرت فلايشمان (بالإنجليزية: Robert Fleischman)‏ هو مغني أمريكي، ولد في 11 مارس 1953.

## وصلات خارجية
- روبرت فلايشمان على موقع ميوزك برينز (الإنجليزية)
- روبرت فلايشمان على موقع أول ميوزيك (الإنجليزية)
- روبرت فلايشمان على موقع ديسكوغز (الإنجليزية)